# NGC 38

NGC 38

إن جي سي 38 أو NGC 38 (معروف أيضا باسم MCG-1-1-47، ستيفان الثاني عشر، أو PGC 818) وهي مجرة حلزونية في كوكبة الحوت، تم اكتشافها في عام 1881.

## وصلات خارجية
- NGC 38 على موقع ويكي سكاي: DSS2, SDSS, GALEX, IRAS, Hydrogen α, X-Ray, Astrophoto, Sky Map, Articles and images
- NGC 38